# UNSA Ferroviaire
L’UNSA Ferroviaire, est un syndicat français représentant les salariés de la Branche ferroviaire, dont les salariés de la Société nationale des chemins de fer français (SNCF), elle est membre de l'Union nationale des syndicats autonomes (UNSA).

## Historique
Le 12 février 1993, la FMC, la FEN, la FAT, la FGAF et la FGSOA, conscientes qu'autonomie ne veut pas dire isolement fondent l'Union Nationale des Syndicats Autonomes (UNSA).
L'Unité est réalisée sur des valeurs communes et une conception progressiste et moderne du syndicalisme.
Lors du 41ème congrès à Dunkerque du 5 au 8 octobre 1998, la FMC /UNSA (Maîtrise et Cadres) décide à une écrasante majorité d'accueillir le personnel d'Exécution en devenant l'UNSA Fédération des Cheminots.
Cette nouvelle organisation (UNSA-Cheminots) est ouverte à l'ensemble du personnel de l'entreprise SNCF et de son groupe. Riche de son expérience et de son rôle reconnu dans la défense du chemin de fer, de la SNCF et globalement de son personnel, elle se met résolument en mesure de progresser pour une approche renouvelée du syndicalisme.
Lors des élections professionnelles de 1998 la nouvelle fédération UNSA-Cheminots, commence à se faire remarquer en réalisant une première percée qui se poursuivra par une nette progression jusqu'aux élections de 2004 où l'UNSA-Cheminots deviendra la 2ème organisation syndicale en sièges et la 3ème en voix.
Depuis, l'UNSA-Ferroviaire a conforté sa place de deuxième organisation syndicale à la SNCF (avec 22,10 % des voix obtenues aux élections de novembre 2022). Elle est représentative dans 32 comités sociaux et économiques de la SNCF (sur 33) et dispose à la SNCF de 185 élus répartis sur tout le territoire Français.
L'UNSA (Union nationale des syndicats autonomes) est la seule organisation syndicale représentée dans l'ensemble des conseils d’administration du Groupe SNCF par Didier Mathis, Fanny ARAV, Dominique Gabillet, Valérie Lourdain et Adrien Leroy.
L'UNSA Cheminots désormais appelée « UNSA-Ferroviaire », est un syndicat représentant l'ensemble des salariés de la Branche ferroviaire. Elle dispose d'une forte représentativité avec 26,74% des voix, faisant d'elle, la deuxième organisation syndicale de la Branche (première organisation progressiste).

## Organisation
L'UNSA Ferroviaire dispose d'une organisation territoriale avec des structures l'ensemble des régions. Elle dispose d'une équipe fédéral au siège et d'équipes de proximité dans ses 30 syndicats locaux, et d'élus et représentants disposant d'heures à consacrer à l'activité syndicale.